# Леда (спътник)
Вижте пояснителната страница за други значения на Леда.
Леда е естествен спътник на Юпитер, открит от Чарлс Ковал в обсерваторията Паломар на 14 септември 1974 г. на фотографски плаки заснети от 11 до 13 септември същата година. Спътникът носи името на Леда, кралицата на Спарта от древногръцката митология. Като алтернатива се употребява и името Юпитер 13.
Леда принадлежи към групата на Хималия.
Виж още: астероидът 38 Леда.